# Romita
Romita là một đô thị thuộc bang Guanajuato, México. Năm 2005, dân số của đô thị này là 50580 người.